# Erquinghem-le-Sec
Erquinghem-le-Sec är en kommun i departementet Nord i regionen Hauts-de-France i norra Frankrike. Kommunen ligger i kantonen Lomme som tillhör arrondissementet Lille. År 2022 hade Erquinghem-le-Sec 624 invånare.

## Befolkningsutveckling
Antalet invånare i kommunen Erquinghem-le-Sec
| Referens: INSEE |